# Never Say Die (video)
Never Say Die es un vídeo de la banda de heavy metal inglesa Black Sabbath. Fue grabado en la gira del décimo aniversario de la banda, en junio de 1978, en el Hammersmith Odeon de Londres.

## Canciones
1. "Symptom of the Universe"
2. "War Pigs"
3. "Snowblind"
4. "Never Say Die"
5. "Black Sabbath"
6. "Dirty Women"
7. "Rock 'n' Roll Doctor"
8. "Electric Funeral"
9. "Children of the Grave"
10. "Paranoid"

## Personal
- Ozzy Osbourne – voz
- Tony Iommi – guitarra
- Geezer Butler – bajo
- Bill Ward – batería